# Nawigator XXI
Die Nawigator XXI ist ein Schul- und Forschungsschiff der Akademia Morska in Stettin.

## Geschichte
Das Schiff wurde auf der Werft Gdanska Stocznia „Remontowa“ in Danzig gebaut. Der Bauvertrag wurde am 12. November 1996 geschlossen. Die Kiellegung fand am 14. März 1997, der Stapellauf am 24. Mai 1997 statt. Die Ablieferung erfolgte am 20. Januar 1998. Taufpatin des Schiffes war Jolanta Kwaśniewska, die Frau des damaligen Präsidenten Polens, Aleksander Kwaśniewski. Der Entwurf des Schiffes stammte vom Schiffbaubüro Navicentrum in Breslau.

## Einsatz
Das Schiff dient der Akademia Morska in Stettin als Schulschiff für ihre Studenten, die an Bord die Praxis der Navigation, Arbeiten an Schiffsmaschinen und den Umgang mit der Ausrüstung an Deck lernen können. Außerdem wird es für Forschungsarbeiten eingesetzt. Unter anderem beteiligt es sich an der vom WWF Polen initiierten Suche nach auf See verlorenen Fischernetzen (→ Geisternetz) und wird vom Institut für Angewandte Ökosystemforschung (IfAÖ) in Rostock für Forschungsfahrten genutzt.
Das Schiff ist jährlich rund 300 Tage auf See, in erster Linie in der Ostsee. Dabei werden zahlreiche Studenten der Universität auf dem Schiff ausgebildet.

## Technische Daten und Ausstattung
Der Antrieb des Schiffes erfolgt durch einen Viertakt-Achtzylinder-Dieselmotor (Typ: Sulzer 8S20D) mit 1120 kW Leistung. Der Motor wurde von ZPM H. Cegielski in Posen in Lizenz gebaut.
Das Schiff ist mit verschiedenen Sonaranlagen und Echoloten ausgerüstet und für den Einsatz eines ROV ausgestattet.
An Bord ist Platz für elf Besatzungsmitglieder, sechs Wissenschaftler sowie 30 Studenten.
Das Schiff ist für Seegebiete bis zu 200 Seemeilen vor der Küste und Binnenmeere wie die Ostsee zugelassen. Es kann rund 20 Tage auf See bleiben und dabei 4000 Seemeilen zurücklegen.